# E·T·C·沃纳
爱德华·西奥多·查尔默斯·沃纳（1864-1954）曾是一位英国驻华外交官，他也是一位专长于迷信、神话传说和巫术的汉学家。

## 早年生活
沃纳生于新西兰达尼丁的查尔默斯港，父亲是普鲁士人，母亲是英国人。他曾就读于坦布里奇学校。在其父于1878年去世之后，迫于生计，沃纳投考了外交部的远东见习项目。

## 外交生涯
19世纪80年代，沃纳作为见习译员随英国使团来到北京，在北京任职一段时间之后，他被外派至其他地方担任领事直到1914年。在他的领事生涯期间，他在广州任职一年，在天津任职两年，在澳门亦任职两年；随后调任驻杭州领事一年，驻罗星塔（今福建省福州市马尾区）领事一年，并在1900年被派驻琼州。在这之后，沃纳又被派往北海担任领事，几年后被派往江门，之后被派往九江。驻任九江期间，沃纳得到晋升，于1911年成为驻福州总领事。1914年，沃纳退休。

## 汉学家
退休之后，沃纳回到北京居住，专心研究汉学。在此期间，他曾是北京协和医学院筹备委员会成员，亦在北京大学任讲师，此外还是皇家亚洲学会的成员。

## 个人生活
1911年，沃纳同格拉迪斯·尼娜·拉文肖（1866年-1922年）在香港结为夫妇。格拉迪斯之父乃是查尔斯·威瑟斯·拉文肖中校，曾在尼泊尔服役。1919年，沃纳夫妇在北京收养了弃婴帕梅拉。在1943年至1945年间，沃纳曾被日军拘捕，羁押在位于山东潍县乐道院的潍县集中营。
沃纳的养女帕梅拉在1937年1月被杀，此为悬案。2011年，旅居中国的英国作家保罗·法兰奇出版了一部小说《午夜北平》，在书中介绍了沃纳的一生，并为帕梅拉遇害案提供了一种可能的解释。该书已被理查德·瓦罗改编为剧本，由Kudos公司进行制作。 史景迁在一篇书评中认为谋杀案没能得到解决部分是因为沃纳“走向了刚愎自用和故步自封，而这一点颇具说服力，因为沃纳并不喜欢大部分他遇到的人，也不愿意花心思去掩饰这种厌恶。 ”他还补充道：“沃纳不是那种会让人愿意救他于水火的人。他惹恼了英国人，也没能同负责此案的中国警官搞好关系，还在警察分局召开了自相矛盾的新闻发布会，而且未经授权进行了外围调查。”

## 部分著作
- 《中国人的中国》，1919年；

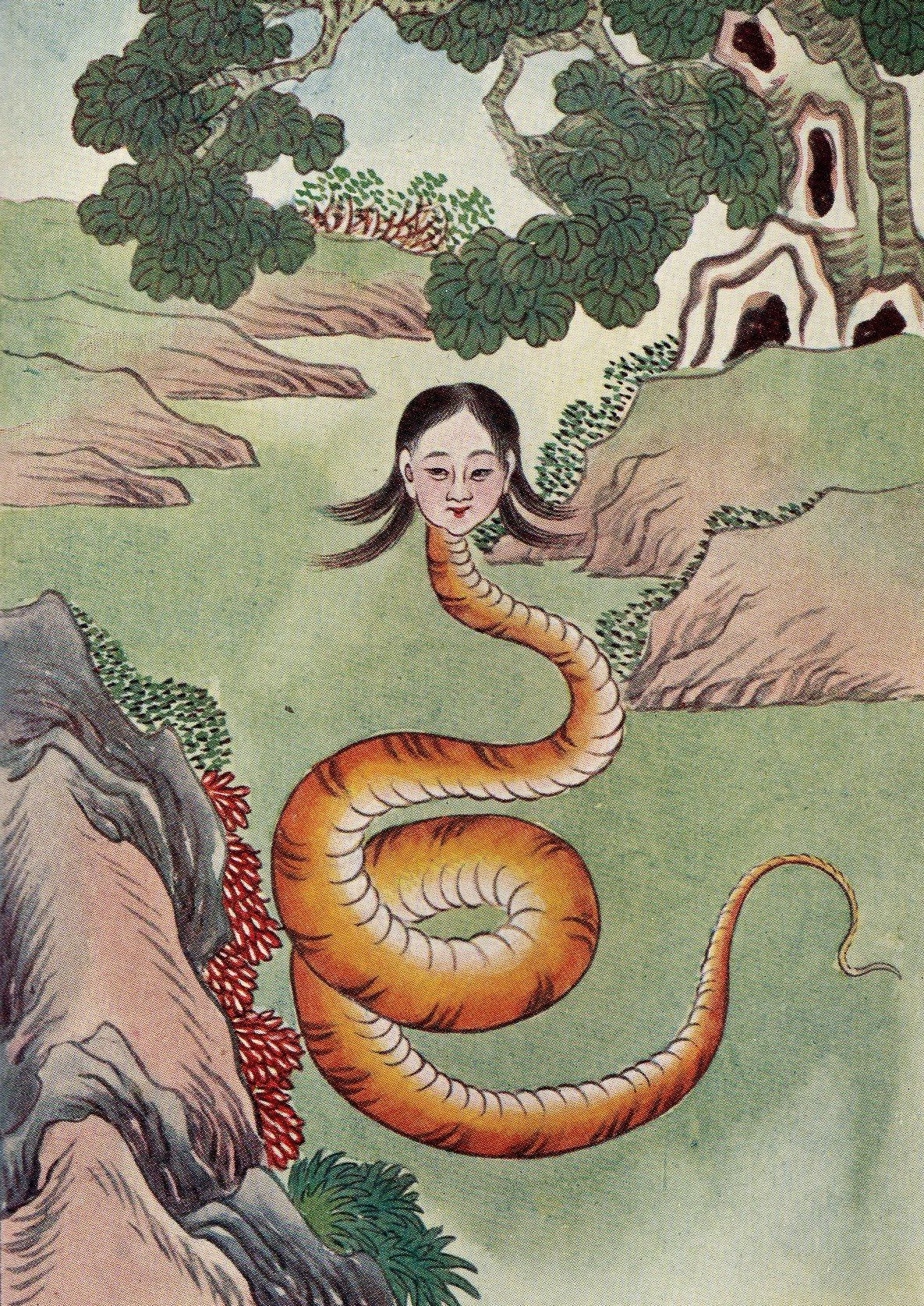
《中国神话传说（1922）》中的一幅想象图

- 沃纳, 爱德华·西奥多·查尔默斯. . New York: George G. Harrap & Co. Ltd. 1922  [2007-03-14]. （原始内容存档于2008-09-07）. (Project Gutenberg eText.)
- 《中国曲调》 (1922)
- Dictionary of Chinese Mythology (1932)
- Weapons of China (1932)